# 전파항법
전파항법(電波航法, electronic navigation, radio navigation) 또는 무선항법(無線航法)은 전파의 특성(직진성, 등속성, 반사성)을 응용한 것으로, 전파표지 및 항법장치(무선방향탐지기, 레이다, GPS, 로란-C 등)를 이용하여 자신의 위치를 파악하며 항해하는 방법이다. 과학기술의 발달로 오늘날 위치를 파악을 위한 수단 중 가장 빈번하게 사용되는 방법이다. 음파의 특성을 이용한 항법장치(소나)로 자신의 위치를 파악하는 방법도 전파항법에 포함하는 경우가 많다.

## 같이 보기
- 거리측정장치
- GPS
- 글로나스
- 관성항법장치
- 계기착륙장치
- 로란
- 무지향성 표지
- 초단파 전방향 무선표지